# 中村洋基
中村 洋基（なかむら ひろき、1979年2月27日 - ）は、日本の広告クリエイティブディレクター、投資家、作家、パーソナリティ。
- PARTY Founder / Creative Director
- スタートアップスタジオcombo (PARTY子会社)代表取締役
- 株式会社電通デジタル 客員ECD
- 株式会社新たな細胞 COO / ECD
- 株式会社FIELD MANAGEMENT EXPAND ECD
- 株式会社LINEヤフー MS統括本部ECD（退任）
- VALU取締役（退任）
- 予防医療普及協会理事
- 東京FM「澤本・権八のすぐに終わりますから。」司会進行・毎週ゲスト。

## 経歴
1979年、栃木県足利市生まれ。実家はとんかつ屋。栃木県立足利高等学校を卒業後に上京し、早稲田大学第一文学部に入学。
大学在学中は演劇の道に進み、やがては劇作家や演出家になろうと考えていたが、当時加入していた劇団が解散してしまった為、進路を変更。大学2年生のときにビデオジョッキーソフト「motion dive 2」のプログラムにサポートとして加わり、2000年よりフリーランスのWebデザイナー・プログラマーとして活動を開始。
2002年、1年留年後に大学を卒業、ニッポン放送を経て、電通で月・水・金アルバイトのウェブデザイナーとして参加。当初の仕事は、プレゼン資料の一部をアニメーション化することだった。そのあとバナー広告で数々の広告賞を受賞し、5年ほど経験を積んだ後に正社員となった。
次第にキャンペーン全体を手がけるテクニカルディレクターとして活動する。
2004年、2006年、2008年、カンヌ国際広告祭ヤングコンペティション、サイバー部門日本代表。2006年と2008年はともに世界２位(世界一位はともにブラジルだった)。
その後、電通を退社し、2011年4月独立。伊藤直樹、清水幹太、川村真司らと「PARTY」を設立。クリエイティブディレクターとして、東京を拠点に活動中。300以上の国内外広告賞の受賞歴があり、審査員歴も多数。
2014年4月、TOKYO FM「澤本・権八のすぐに終わりますから。」の第１回ゲストとして参加。そこでのトークを見初められ、第2回以降「毎週ゲスト」という名目で、実質レギュラーとなり司会進行を務める。
2016年11月、PARTYの社内ベンチャーとしてVALUを創業。自身も取締役として参加後、事業を小川晃平氏に譲渡。VALUはヒカル氏の炎上事件などに起因して2020年1月にクローズ
2017年7月、電通デジタルの顧問に就任。「ソーシャルプロジェクト」を立ち上げ・牽引。プロジェクトからはClioグランプリ、One Showゴールド、D&ADイエローペンシルを受賞した「SATO 2531」Spikes Asiaグランプリの「“名画になった海”展」、広告電通賞グランプリ「TEHAI」など多くのプロジェクトが生まれている。
2019年8月にはLINEヤフーのエグゼクティブクリエイティブディレクターに就任。
2018年、電通によるスタートアップアクセラレーションプログラム「GRASSHOPPER」を立ち上げ。
2019年、PARTYの子会社として沖縄にGYOKUを設立。「沖縄から世界に通じるデジタルクリエイティブカンパニーを目指す」をミッションに、バナーやLPなどの高品質な提供をする事業会社。
2021年、PARTYからのスピンアウト子会社としてスタートアップスタジオcomboを設立、同代表取締役。VALU以降傾倒していたスタートアップ支援事業を本格化。「スタートアップをつくる。伸ばす。」をミッションに、スタートアップに出資をしてマーケティング・クリエイティブをハンズオンで支援するスタイルを標榜。
2023年、FIELD MANAGEMENT EXPANDにパートナーとして就任。
2024年、サイバーエージェントとPARTYによる合弁会社「新たな細胞」のCOOに就任。

## 主な作品

### バナー広告
- フマキラー 「Fly」 「一発命虫！バイラルバナー」
- ダイハツ 「Tanto」
- 公共広告機構 「Driver’s eye」「過去」「小便小僧」「The blood」
- ホンダ「Viewpoint」「Zoom in/out」「Transformer」「The Ten Commandments」
- GENEON ENTERTAINMENT 「The knock」
- SANKYO「Convenient Life」
- クレハ「Wrap it!」
- Microsoft / バスキュール「9 Hour Gesture!」
- カンヌ国際広告祭ヤングコンペティション 2007年「Sport and Peace」

### デジタルキャンペーン
- 資生堂「uno」
- One Show展 2004「A pencil odyssey」
- クレハ「きょうのおむすび」
- 井上雄彦「Slam Dunk 10 DAYS AFTER]」「井上雄彦　最後のマンガ展」
- ワールド通商　「The challenge of the CRAZY GENIUS 「求ム、天才。」」
- 電通クリエーティブ塾2007
- ソニー・コンピュータエンタテインメント 「どこでもラストガイ」
- ASIAN KUNG-FU GENERATION 「マジックディスク」
- ユニクロ「UNIQLO TRY」「UNIQLO LUCKY SWITCH」「UNIQLO COLLECTION 東京 2009」「UNIQLO LUCKY COUNTER」「UNIQLO LUCKY MACHINE」「UT PICKS」
- TOTO 「TOTO TALK」「TOILET BIKE NEO」「S.G.T.K」
- ホンダ「Ole! Ole! CR-Z」「Internavi Realization」
- しろ「Cheers System」
- 東京ガス「東京ガスストーリー」「ガスの仮面」「SWAN LAKE」
- トヨタ「Backseat Driver」「TOYOTOWN」「しずかったー」「しずカー」「イマジン・エコドラ」「DRIVE-GO-ROUND」「FV2」「FCV PLUS」
- マンガ「宇宙兄弟」-「MOON JUMP 地球にいませんでした」
- ソニー「MAKE TV」
- リアル脱出ゲームオンライン
- ねごと 「ねごと3」
- 警察庁・ヤフー・電通デジタル「TEHAI」

- レディ・ガガ「GAGADOLL」
- YKK AP「M.W.」
- ネスレ「バレンタインポスト」

- ファミリーマート「ファミペイすげー得チャレンジ」

- ソフトバンク「バーチャル大合唱」「#見たことのない新聞広告」
- あすには「佐藤さん問題 SATO2531」

### テレビ番組
- Eテレ「バビブベボディ」クリエイティブディレクター

### ラジオ
- TOKYO FM「澤本・権八のすぐにおわりますから。」毎週ゲスト・パーソナリティー。

## 主な受賞・審査員歴
受賞歴は金、銀、銅賞受賞以上のみ。チームでの受賞を含む。作品名の横に広告主を記載。
- 2003年
  - 第1回東京インタラクティブアドアワード金賞 - 「FLY」（フマキラー）[11]
  - 第1回東京インタラクティブアドアワード銀賞 - 「drownproofing」（公共広告機構）[11]
  - New York Festival - 「FLY」（フマキラー）[12]

- 2004年
  - 第2回東京インタラクティブアドアワード金賞 - 「ノック」（ジェネオン・ユニバーサル・エンターテイメントジャパン）[13][13]
  - 第2回東京インタラクティブアドアワード金賞 - 「Designers KDDI」「Designers KDDI Banner -cursor」（KDDI[13]
  - 第2回東京インタラクティブアドアワード銀賞 - 「親指探し」（幻冬舎）[13]
  - 第2回東京インタラクティブアドアワード銀賞 - 「Designers KDDI Banner -Break!」（KDDI）[13]
  - 第2回東京インタラクティブアドアワード銀賞（別部門でも入賞） - 「茶さんの台湾案内」（台湾観光局）[13]
  - 第2回東京インタラクティブアドアワード銅賞 - 「大容量」（ダイハツ）[13]
  - 第2回東京インタラクティブアドアワード銅賞 - 「Exercise」（三共 (製薬会社)）[13]
  - クリオ賞銅賞 - 「大容量」（ダイハツ）[5]
  - カンヌライオンズ 国際クリエイティビティ・フェスティバル銀賞 - 「Convenient Life」（三共 (製薬会社)）[5]
  - カンヌライオンズ 国際クリエイティビティ・フェスティバル銅賞（別部門においても銅賞） - 「Designers KDDI Web & Banner」（KDDI）[5]
  - カンヌライオンズ 国際クリエイティビティ・フェスティバル銅賞 - 「大容量」（ダイハツ）[5]

- 2005年
  - 第3回東京インタラクティブアドアワードグランプリ - 「SLAM DUNK 10 DAYS AFTER」（井上雄彦）[14]
  - 第3回東京インタラクティブアドアワード金賞 - 「talby.jp」（KDDI）[14]
  - 第3回東京インタラクティブアドアワード金賞 - 「Driver’s eye」（公共広告機構）[14]
  - 第3回東京インタラクティブアドアワード金賞 - 「Honda アイコンミュージアム」（ホンダ）[14]
  - 第3回東京インタラクティブアドアワード銀賞 - 「アリ」（The One Club for Art ＆ Copy）[14]
  - 第3回東京インタラクティブアドアワード銅賞 - 「ユネスコ世界寺子屋運動くるりんぱ」（ユネスコ）[14]
  - 第3回東京インタラクティブアドアワード銅賞 - 「落ちる毛」（大正製薬）[14]
  - 第3回東京インタラクティブアドアワード銅賞 - 「Golf for stress free」（三共 (製薬会社)）[14]
  - ニューヨークADC賞銀賞 - 「Dentsu Design Tank」（電通）[5]
  - One Show Interactive部門金賞 - 「Interactive Salaryman 2004」（公共広告機構）[5]
  - クリオ賞銀賞 - 「アリ」（The One Club for Art ＆ Copy）[5]
  - クリオ賞銅賞 - 「Interactive Salaryman 2004」（公共広告機構）[5]
  - カンヌライオンズ 国際クリエイティビティ・フェスティバル銀賞 - 「アリ」（公共広告機構）[5]
  - カンヌライオンズ 国際クリエイティビティ・フェスティバル銀賞 - 「Driver’s eye」（公共広告機構）[5]
  - ロンドン国際広告賞優勝 - 「Dentsu Design Tank」（電通）[5]
  - ロンドン国際広告賞優勝 - 「Driver’s eye」（公共広告機構）[5]

- 2006年
  - 第4回東京インタラクティブアドアワード金賞 - 「ライフ・チェーン」（公共広告機構）[15]
  - 第4回東京インタラクティブアドアワード金賞 - 「9-Hour Gesture」（バスキュール）[15]
  - 第4回東京インタラクティブアドアワード銀賞 - 「過去」（公共広告機構）[15]
  - 第4回東京インタラクティブアドアワード銀賞 - 「電通クリエーティブ塾」（電通）[15]
  - 第4回東京インタラクティブアドアワード銀賞 - 「PLAY YOUR MUSIC.」（ニフティ）[15]
  - 第4回東京インタラクティブアドアワード銅賞 - 「Great Music Player」（マイクロソフト）[15]
  - 第4回東京インタラクティブアドアワード銅賞 - 「PENCIL CATCHER」（The One Club for Art ＆ Copy）[15]
  - 第4回東京インタラクティブアドアワード銅賞 - 「The pitfalls of Broadband」（不明）[5]
  - アジア太平洋広告祭金賞 - 「過去」（公共広告機構）[5]
  - アジア太平洋広告祭金賞 - 「The pitfalls of Broadband」（不明）[5]
  - アジア太平洋広告祭銀賞 - 「PENCIL CATCHER」（The One Club for Art ＆ Copy）[5]
  - アジア太平洋広告祭銀賞 - 「Who is MOOCS?」（ニフティ）[5]
  - アジア太平洋広告祭銀賞 - 「9-Hour Gesture!」（バスキュール）[5]
  - アジア太平洋広告祭銅賞 - 「ライフ・チェーン」（公共広告機構）[5]
  - アジア太平洋広告祭銅賞 - 「Convenient Life」（三共 (製薬会社)）[5]
  - アジア太平洋広告祭銅賞 - 「More Music?」（不明）[5]
  - クリオ賞銅賞 - 「PENCIL CATCHER」（The One Club for Art ＆ Copy）[5]
  - One Show Interactive部門金賞 - 「過去」（公共広告機構）[5]
  - カンヌライオンズ 国際クリエイティビティ・フェスティバル金賞 - 「過去」（公共広告機構）[5]
  - カンヌライオンズ 国際クリエイティビティ・フェスティバル銅賞 - 「Seeds Of Beauty」（資生堂）[5]
  - ロンドン国際広告賞受賞 - 「電通クリエーティブ塾」（電通）[5]
  - ロンドン国際広告賞大賞 - 「過去」（公共広告機構）[5]
  - 広告電通賞受賞 - 「uno」（資生堂）[5]
  - 広告電通賞優秀賞 - 「過去」（公共広告機構）[5]

- 2007年
  - 第5回東京インタラクティブアドアワード金賞 - 「wrap it」（クレハ）[16]
  - 第5回東京インタラクティブアドアワード銀賞 - 「The Blood」（公共広告機構）[16]
  - 第5回東京インタラクティブアドアワード銀賞 - 「Enjoy, live Drive」（ホンダ）[16]
  - アジア太平洋広告祭銀賞 - 「The Beauty Ex:press」（マードゥレクス）[5]
  - アジア太平洋広告祭銀賞 - 「Enjoy, Live Drive」（ホンダ）[5]
  - カンヌライオンズ 国際クリエイティビティ・フェスティバル銀賞 - 「SPORT AND PEACE」（不明）[5]
  - Yahoo! JAPAN インターネット クリエイティブアワード金賞 - 「Close up Yahoo!」（ホンダ）[5][17]

- 2008年
  - 第6回東京インタラクティブアドアワード金賞 - 「Clock」（国際連合世界食糧計画）[18]
  - 第6回東京インタラクティブアドアワード金賞 - 「Viewpoint」（ホンダ）[18]
  - 第6回東京インタラクティブアドアワード金賞 - 「Zoom in / out」（ホンダ）[18]
  - 第6回東京インタラクティブアドアワード銅賞 - 「The challenge from the CRAZY GENIUS 「求ム、天才。」」（ワールド）[18]
  - 第6回東京インタラクティブアドアワード銅賞 - 「Avenue H」（ホンダ）[18]
  - 第6回東京インタラクティブアドアワード銅賞 - 「電通CR＆P塾2007」（電通）[18]
  - アジア太平洋広告祭銅賞 - 「Honda Website Weekend Top Page」（ホンダ）[5]
  - アジア太平洋広告祭銅賞 - 「Viewpoint etc.」（ホンダ）[5]
  - One Show Interactive部門銀賞 - 「Viewpoint etc.」（ホンダ）[5]
  - One Show Interactive部門銅賞 - 「The challenge from the CRAZY GENIUS 「求ム、天才。」」（ワールド）[5]
  - Spikes Asia銀賞 - 「The Ten Commandments」（不明）[5]
  - Spikes Asia銀賞 - 「The challenge from the CRAZY GENIUS 「求ム、天才。」」（ワールド）[5]
  - Spikes Asia銅賞 - 「Viewpoint etc.」（ホンダ）[5]
  - カンヌライオンズ 国際クリエイティビティ・フェスティバル銀賞 - 「Zoom In/Out」（ホンダ）[5]
  - Yahoo! JAPAN インターネット クリエイティブアワード金賞 - 「Close up Yahoo!2008」（ホンダ）[19]

- 2009年
  - 第7回東京インタラクティブアドアワード金賞 - 「どこでもラストガイ」（ソニー・コンピュータエンタテインメント）[20]
  - 第7回東京インタラクティブアドアワード銀賞 - 「Mobile Racer」（公共広告機構）[20]
  - 第7回東京インタラクティブアドアワード銀賞 - 「UNIQLO TRY」（ユニクロ）[20]
  - 第7回東京インタラクティブアドアワード銅賞 - 「INTERNAVI BANNERS 2008」（ホンダ）[20]
  - 第7回東京インタラクティブアドアワード銅賞 - 「UNIQLO TRY #2 HEAT TECH」（ユニクロ）[20]
  - 第7回東京インタラクティブアドアワード銅賞 - 「ケートラ・Ke-tai Traveler」（ホンダ）[20]
  - 第7回東京インタラクティブアドアワード銅賞 - 「Wrap Mixer」（クレハ）[20]
  - アジア太平洋広告祭銅賞 - 「UNIQLO TRY」（ユニクロ）[5]
  - One Show Interactive部門銀賞 - 「UNIQLO TRY」（ユニクロ）[5]
  - One Show Interactive部門銀賞 - 「どこでもラストガイ」（ソニー・コンピュータエンタテインメント）[5]
  - Spikes Asia金賞 - 「どこでもラストガイ」（ソニー・コンピュータエンタテインメント）[5]
  - Spikes Asia金賞 - 「HARAPEKO:SAVE THE CHILDREN FROM HUNGER」（不明）[5]
  - Spikes Asia銀賞 - 「INTERNAVI REALIZATION」（ホンダ）[5]
  - Spikes Asia銀賞 - 「Scrrible」（不明）[5]
  - Spikes Asia銀賞 - 「UNIQLO TRY #2 HEAT TECH」（ユニクロ）[5]
  - ニューヨークADC賞銀賞 - 「UNIQLO TRY」（ユニクロ）[5]
  - ロンドン国際広告賞金賞 - 「どこでもラストガイ」（ソニー・コンピュータエンタテインメント）[5]
  - ロンドン国際広告賞金賞 - 「UNIQLO TRY #2 Heat Tech」（ユニクロ）[5]
  - ロンドン国際広告賞銀賞 - 「ケートラ・Ke-tai Traveler」（ホンダ）[5]
  - ロンドン国際広告賞銅賞 - 「INTERNAVI REALIZATION」（ホンダ）[5]

- 2010年
  - 第8回東京インタラクティブアドアワード金賞 - 「UNIQLO LUCKY SWITCH」（ユニクロ）[21]
  - 第8回東京インタラクティブアドアワード銀賞 - 「INTERNAVI REALIZATION」（ホンダ）[21]
  - 第8回東京インタラクティブアドアワード銀賞（別部門でも銀賞） - 「TOTOTALK」（TOTO）[21]
  - 第8回東京インタラクティブアドアワード銀賞 - 「UNIQLO COLLECTION 東京 2009」（ユニクロ）[21]
  - 第8回東京インタラクティブアドアワード銅賞 - 「Formula-E」（ホンダ）[21]
  - アジア太平洋広告祭グランプリ - 「UNIQLO LUCKY SWITCH」（ユニクロ）[5]
  - アジア太平洋広告祭Grand INNOVA - 「UNIQLO LUCKY SWITCH」（ユニクロ）[5]
  - アジア太平洋広告祭金賞 - 「UNIQLO COLLECTION TOKYO 2009」（ユニクロ）[5]
  - アジア太平洋広告祭銀賞（別部門） - 「UNIQLO LUCKY SWITCH」（ユニクロ）[5]
  - One Show Interactive部門金賞 - 「UNIQLO LUCKY SWITCH」（ユニクロ）[5]
  - カンヌライオンズ 国際クリエイティビティ・フェスティバル銅賞 - 「TOTO Talk」（TOTO）[5]

- 年代不明
  - 文化庁メディア芸術祭受賞 - 受賞作品、広告主不明[8]

- 2006年	  	Yahoo! JAPAN インターネット クリエイティブアワード
- 2006年	 	 D&AD賞
- 2007年	 	Yahoo! JAPAN インターネット クリエイティブアワード
- 2007年	 	ロンドン国際広告賞
- 2007年	 	国際アンディー賞
- 2008年	 	ロンドン国際広告賞
- 2008年	 	Yahoo! JAPAN インターネット クリエイティブアワード
- 2008年	 	東京インタラクティブアドアワード
- 2008年	 	1-click award
- 2008年	 	東京インタラクティブアドアワード
- 2009年	 	Yahoo! JAPAN インターネット クリエイティブアワード
- 2009年	 	国際アンディー賞
- 2010年	 	D&AD賞
- 2011年		カンヌ国際広告祭 サイバー部門
- 2013年		カンヌ国際広告祭 モバイル部門
- 2015年		ACC インタラクティブ部門
- 2018年		One Show
- 2020年		ACC クリエイティブイノベーション部門

## 著書
- 2008年 - 『Webデザインの「プロだから考えること」』 インプレスジャパン社（他7人との共著）

## エピソード
- 資産運用が苦手[3]。
- 幼少期に幼馴染の女の子のパンツを盗もうとして番犬に噛まれ、Webの可能性に目覚めたという[3]。
- 本人いわく「三角関数などの高度なプログラミングが苦手な為、バナー広告ばかりを制作していたら目立った。」とのこと[3]。
- 大手自動車メーカーのバナー広告においてクリック率33％を記録し、多くの賞を獲得した。当時の他のバナー広告のクリック率はおよそ0.1％程度であった[4][6]。
- Mixiアプリ「Ole! Ole! CR-Z」で「SNS上の自分の名前に『CR-Z』をつけたらCR-Zをプレゼント」したところ、83万人のユーザーが「CR-Z」と付記し、Mixiを出禁になった。
- 2010年に「31歳にしてうんこをもらしました」という記事をブログに投稿。1日で6000Tweet、40万PVを記録し、ネット上で大きな話題となる[2][7]。
- ラジオ番組のTOKYO FM「澤本・権八のすぐにおわりますから。」では、第２回目にゲストとして呼ばれたあと、なぜか「毎週ゲスト」ということになり、出演しながらもホームページやFacebookの運用を担当。